# 鎌倉学園中学校・高等学校
鎌倉学園中学校・高等学校（かまくらがくえんちゅうがっこう・こうとうがっこう）は、神奈川県鎌倉市山ノ内に所在し、中高一貫教育を提供する私立男子中学校・高等学校。

## 概観
1921年（大正10年）、臨済宗建長寺派寺院の支援を受け、旧制 「鎌倉中学校」として創立。創立者は建長寺派管長 菅原時保（すがわら じほう）。戦後の学制改革により新制中学校・高等学校となり、現在の生徒数は約1,450名、教職員数 約120名。高等学校での生徒募集も行なっているが、鎌倉学園中学校から内部進学してきた生徒と、高等学校から入学した生徒が、3年間別クラスを編成する併設型中高一貫校（別クラス型）となっている。校舎は鎌倉五山第一位である建長寺の境内に隣接し、古都鎌倉の緑の山々に囲まれた豊かな自然環境の中に立地している。学校の略称は「KG」や「鎌学（かまがく）」。

### 校訓・教育理念
- 校訓の「礼義廉恥」とは、中国の古典である『菅子』という書物の中に出てくる言葉からとられたもので、「礼」とは「節度を守ること」、「義」とは「自分を実際以上に見せびらかさないこと」、「廉」とは「自分の過ちを隠さないこと」、「恥」とは「他人の悪事に引きずられないこと」をあらわす。言い換えれば、「礼義」とは「人として身につけなくてはならない社会の正しい道理を知ること」、「廉恥」とは「心清くして悪を恥じ、不正を行わないこと」を意味する。創立の時に掲げられた3つの綱領の第2に「本校は礼義廉恥を唯一の信条とし」とあり、この部分を取り上げて校訓とした。中央棟1階エレベーター前にある「礼義廉恥」の書は明治の元勲 松方正義公爵によるもの。
- 教育のモットーは「文武両道」。
- 教育理念の1つ「自主自律」とは禅宗の教えからきたものであり、前身である宗学林（そうがくりん）の時代から今日まで受け継がれている。

### 校風
- 開放的で伸び伸びとした自由闊達な校風。生徒の自主性を重んじており、生徒が自ら考えて行動し自己を律することを求めている。教員側も、生徒一人ひとりの資質・特徴を捉えた上で、その長所をさらに伸ばすことを念頭に置いて接している。
- 教員志望の卒業生の中には鎌倉学園の教壇に立つことを希望する者が多く、教員の3分の1程度は卒業生である[2]。

### 教育過程
- 中学校

中1、中2、中3をそれぞれM1、M2、M3（MはMiddle schoolの略）と呼ぶ。また、週6日制である。定期試験の範囲となる通常授業を土曜日に行わないのは、運動部の公式戦（公立中学校は週5日制であるため土曜日に組まれることが多い）に、生徒が出場し易くするための配慮でもある。
- 高等学校

高1、高2、高3をそれぞれH1、H2、H3（HはHigh schoolの略）と呼ぶ。中学校までの学習進度が異なるため、内部進学してきた生徒（一貫生）と、高等学校から入学してきた生徒（高入生）は、卒業までクラスは別となる。目指す進路によりクラス分けはあるが、選択は生徒の希望が優先される。中学校・高等学校とも、いわゆる「特進クラス」「選抜クラス」の設置は無い。習熟度別授業は取り入れているが、あくまで生徒自身の選択に委ねられている。特待生制度もない。

### 校章
星は鎌倉の地を表す。これを囲む二条の線は、東洋と西洋、宗教と科学の融合と調和を表し、これらが合致して、真の文化の発展が期せられることを象徴している。

### スクールカラー
「えんじ」がスクールカラーとなっており、校旗の色となっている。

### 制服等
- 11月から4月は黒の詰襟（標準型学生服:学ラン）着用が義務。5月から10月は夏服期間のため上着着用は自由となり、白色無地のワイシャツもしくは半袖ポロシャツで通学して良い。
- 50年ほど前に制服の自由化を公約に掲げて立候補した生徒会長がおり、生徒会と学校との話し合いの結果、学生帽が自由化。その後、靴、カバンの自由化、夏服期間の延長、コートの規定変更と続いた。2010年度には生徒会からの要望により白色無地の半袖ポロシャツも夏服として認められた。
- 校舎リニューアルを機に、校内での上履き使用を廃止して一足制（体育館を除く）となった。
- 学校公認のスクールバッグ（ネイビーとえんじの2種類）、半袖ポロシャツがあるが、使用は任意である。
- 体育等では学校指定のトレーニングウェア（黒のミズノ製）を使用する。（かつては、えんじ・ネイビーのジャージを使用していた。）

### 襟章
Kの文字をデザインした生徒会バッジ（襟章）を学生服の左襟に付ける。バッジの色は、中学生は「青」、高校生は「赤」（過去には高等学校 商業科の「緑」のバッジもあった）。バッジにある「S.S.」の文字は Secondary schoolの略である。右襟には生徒会役員（星形）、常任委員（学級委員、ホームルーム委員、風紀委員、評議委員、図書委員）などのバッジを付ける。しかし物価の高騰により2025年度から生産を廃止した。

### 校歌・応援歌等
- 『鎌倉学園 校歌』（作詞：小林好日（3代目校長）、作曲：松島彜）
- 『鎌倉学園 応援歌』（作詞：勝承夫、作曲：小村三千三）
- 『鎌倉節』　応援団による野球部の応援などで受け継がれている。前口上「西に見えるは相模灘　東に見えるは鎌倉五山　我等鎌倉健男児」で始まり、歌詞「鎌倉武士の血を受けて 　巨福颪（こふくおろし）に鍛えたる 　力を示す時ぞ今 　奮えや学園健男児 」とつながる。

## 沿革
（沿革節の主要な出典は公式サイト）

### 建長寺との関係
- 鎌倉学園は鎌倉五山の第一刹建長寺が宗派の師弟教育のため設立した「宗学林（そうがくりん）」を前身としている。現在でも学校法人鎌倉学園の理事は建長寺派寺院の僧侶が多く、現職の石澤彰文理事長も建長寺派の宗務総長である。
- 鎌倉学園では宗教教育は行われておらず、禅の精神の体験を目的とした坐禅教室を建長寺にて年に数回実施している（中1から高1）。
- 創立記念日である11月22日は、建長寺を創建した北条時頼の命日（時頼忌）に因んでいる。前日の21日に行われる創立記念式典では顕著な実績をあげた生徒に対して「建長寺賞」が贈られる。

### 年表
- 建長5年（1253年） - 鎌倉幕府五代執権北条時頼が南宋の禅僧である蘭渓道隆を招き、日本最初の禅の専門道場として建長寺を創建。
- 1885年（明治18年） - 前身となる宗学林の創設。
- 1921年（大正10年） - 9月10日 財団法人鎌倉中学校設立認可。
- 1922年（大正11年） - 4月10日 授業開始。全校生徒数234名。
- 1947年（昭和22年） - 学制改革により新制中学校設立認可。財団名を鎌倉中学校から鎌倉学園に変更。
- 1948年（昭和23年） - 学校名を財団法人鎌倉中学校から財団法人鎌倉学園鎌倉中学校に変更、財団法人鎌倉学園鎌倉高等学校を設置認可。
- 1951年（昭和26年） - 学校法人鎌倉学園認可。
- 1952年（昭和27年） - 高等学校に商業課程を併設。
- 1975年（昭和50年） - 学校名を鎌倉学園中学校・高等学校に変更（※）
- 1982年（昭和57年） - 商業課程の募集停止。
- 1986年（昭和61年） - 中高一貫教育を開始。
- 2001年（平成13年） - 創立80周年記念式典にて卒業生であるタレントの堺正章が招かれた。
- 2017年（平成29年） - 校舎リニューアル工事終了。
- 2021年（令和3年）   - 創立100周年記念式典にてジャーナリストの池上彰を招き「学び続ける力」の題で講演を行った。

※学制改革以降1975年に学校名を変更するまで、高等学校の名称は「鎌倉学園鎌倉高等学校」であった。神奈川県立鎌倉高等学校を「県鎌（けんかま）」と呼ぶことがあるのは、両校を区別する必要があった当時の名残でもある。

## 学校行事

### 主要行事一覧
- 4月 - 入学式、降誕会（8日、中1のみ）、遠足、体育デー
- 6月 - 学園祭
- 7月 - 林間学校（中1、2）、オーストラリア英語研修（高1希望者）
- 8月 - K-Labo Camp（高1〜3希望者）、 開山忌（24日、建長寺を 開山した蘭渓道隆の命日）
- 9月 - 研修旅行（中3）、クリーン鎌倉（中1、中2）
- 10月 - 中学体育デー、高校体育デー、達磨忌（5日、中1）
- 11月 - 創立記念日（22日）
- 12月 - 成道会（14日、中1）
- 1月 - 研修旅行（高2）、 スキー・スノーボード教室（中学生）
- 2月 - 涅槃会（15日）
- 3月 - 高校卒業式（1日）、春季海外研修旅行（3コース 中3、高1、高2希望者）、Spring Festival

### 星月祭（学園祭）
- 6月中旬に土日2日間の日程で開催される鎌倉学園最大のイベント。毎年10,000人程度が来場(2024年度は11,395人であったことを公式が発表している)。企画立案・広報・予算執行等については、生徒会総務役員により構成される学園祭実行委員会を中心に生徒達が主体的に運営。毎年の学園祭のテーマも校内の募集により決められている（「Feel Live!（2008年）」、「男嵐 Dan-Ran（2009年）」、「THE ZEN（2010年）」「鎌学なう（2011年）」、「漢祭 OTOKOMATSURI（2013年） 」、「鎌学魂 KAMAGAKU Spirit!!（2014年）」、「男夏祭（2015年）」、「紫陽祭（2016年）」、「bring it（2017年）」、「響（2018年）」、「黎明（2019年）」、「颯 HAYATE（2020年）」、「結（2021年）」、「Do it!! Do it!!（2022年）」、「磨穿鉄硯(2023年）」、「いざ鎌倉（2024年）」、「Moon light（2025年）」など）。
- 学園祭のプログラムは、 文化部の展示・発表、喫茶、ゲーム、演奏(軽音部や音楽部、有教員を含む有志バンド等)、映画上映、運動部の招待試合、間夜祭、後夜祭などで構成され、毎年50以上の団体が参加する。 来場者が参加できる企画も多く、他校の生徒や、生徒の家族、中学受験を控えた小学生のほか、アジサイの季節に鎌倉を訪れた一般の観光客がふらっと立ち寄ることもあるなど、多くの来場者で賑わう。学園祭期間中はTシャツ、マフラータオル、手ぬぐい、ラバーバンドなど鎌倉学園オリジナルグッズの販売も行われている。
- 間夜祭、後夜祭は体育館で行われる学園祭のフィナーレ扱いとなっており、高校生が主体となったLIVE形式のパフォーマンスである。企画、運営とも生徒の手作りで行われる。一部の年の間夜祭、後夜祭はYouTubeで閲覧可能。
- 2015年度から学園祭キャラクター「だるまん」が登場。その名の通り「だるま」をイメージしているが、手足があり、胴の部分に星のマークがある。
- 2020年度と2021年度は新型コロナウイルス感染拡大防止のため9月に延期のうえオンラインでの開催となった[4][5]。

### 体育デー
- 体育祭ではなく、クラス対抗競技会という位置づけ。4月と10月の年2回開催であり、10月の中学体育デー・高校体育デーは別日程となる。
- 中学体育デーでは、ソフトボール、ミニサッカー、卓球、リレー、綱引きなどでクラスごとの熱戦が繰り広げられている[要出典]。また、運動部対抗リレー・文化部対抗リレーは、運動部はそれぞれのユニフォームや道着を着用し、文化部も各クラブを象徴する道具類をバトン替わりにして走る。保護者や受験生向けに一般公開もされている。
- 高校体育デーの競技はソフトボール、バスケットボール、サッカー、バレーボール、卓球など。

### 海外研修・国際交流
- 2002年度から夏休み期間中に2週間のホームステイを行うオーストラリア英語研修（高1希望者対象）を実施している。研修を通じて Iona College、Padua College、Wollemi College、St.Bishoy College、St Patrick's Collegeと交流があり、リターンビジットとして生徒のホームステイも受け入れている[6]。
- グローバル教育のニーズに応え、2015年度より中3から高2の希望者対象に海外研修メニュ ーが追加（北米・ハワイ・ベトナム）された。
- アメリカ、ロシア、フィンランド、エストニア、ブラジルなどから留学生の受け入れも行っている。

### K-Labo（理科教育）
K-Laboとは、大学や研究機関、他校と連携した鎌倉学園の実践的な理科教育のこと。研究者による講演会、最先端の研究現場の見学や実習・フィールドワーク、夏休みに実施するサイエンスキャンプ（K-Labo Camp）など。

## 施設

### 主要な施設
1961年から1967年にかけて建設された旧校舎を、開学100周年記念事業として2017年に全面リニューアル完了。計画当初は建て替えによる新築を目指していたが、校舎の敷地が史跡指定区にあり、埋蔵文化財が出土した場合は計画中止となる可能性があることと、景観地区に対する鎌倉市条例の法規制（建築物の高さや外観デザインの制限）のため建て替え前と同形状・同等規模の再建が出来ないことが判明したことから、既存校舎のリフォームに方針変更となった。施工者は鹿島建設。校舎リニューアルに伴いICT（Information and Communications Technology）を活用した教育を導入開始。全教室に無線LANと電子黒板機能を備えた大型ディスプレイ2台を設置し、教育用タブレット端末（iPad）を授業で活用するなど、新しい学習環境に向けた整備が進められている。
- 中央棟：物理・化学・生物の各講義室、図書室、CAI教室、多目的講堂「星月ホール」、自習室、マルチスペース、職員室、校長室、事務室、相談室、保健室、購買部、高校生の教室などがある。校舎リニューアルにより、中央棟1階に最大100名が利用できる学生食堂「カフェテリア」がオープン。また、ユニバーサルデザインの導入やバリアフリー化を目的として、デジタルサイネージ（電子掲示板）やエレベーター、多目的トイレ等も新設された。
- 東棟：社会科教室、美術室、書道教室、音楽室、高校生の教室がある。
- 西棟：中学生の教室がある。
- 体育館兼講堂：柔道場、剣道場、卓球場、大アリーナ、小アリーナ、屋上テニスコート（硬式2面）などがある。鎌倉学園は建長寺の塔頭である玉雲庵跡にあり、体育館新築工事（1994年竣工）の際も鎌倉時代の遺跡が出土。発掘調査のため工期が大幅に遅延すると共に、遺跡保存のために工事内容が変更され、体育館の1階部分に予定していたプールの設置を断念した経緯にある[8]。
- 第1グラウンド：2006年3月から人工芝敷設。
- 第2グラウンド：建長寺境内を経由して徒歩10分程度の距離にある。半僧坊など境内にてトレーニングを行う運動部もある。部活動は野球部と陸上部、サッカー部が主に使っている。
- 軟式テニスコート：クレーコート2面
- セミナーハウス兼部室：第2グラウンド手前　軟式テニスコートに隣接。
- クラブハウス（A棟、B棟、C棟）：主に文化部の部室として使用。

## クラブ活動・生徒会活動

### 運動部
- 柔道部：過去にインターハイ個人戦重量級で優勝（1966年）。
- 剣道部：2013年度 全国高等学校剣道選抜大会ベスト8 。過去にインターハイ団体戦準優勝（1968年）。
- 卓球部
- 山岳部
- 陸上競技部：2018年、2019年全国高校駅伝出場。
- 硬式野球部：左胸に「K」一文字のユニフォーム。過去に第34回選抜高等学校野球大会（1962年）、第41回選抜高等学校野球大会（1969年）出場。第5回明治神宮野球大会（1974年）出場。
- 軟式野球部：2021年春の文部科学大臣杯全日本少年春季軟式野球大会出場。
- ラグビー部
- アメリカンフットボール部：チーム名「ファイティングスターズ」。2020年度 全国大会出場。
- バスケットボール部
- ソフトテニス部
- テニス部
- サッカー部：過去に全国高等学校サッカー選手権大会でベスト4 （1964年大会）。
- ハンドボール部：過去にインターハイ準優勝（1959年）。
- バレーボール部
- ボクシング部：2011年度、2012年度、2017年度 インターハイで個人の部ベスト8。2012年度、団体の部9位。
- 応援団：高校野球の応援や、各部の壮行会などで活動。『鎌倉節』や「塩蹴り」などの儀式を受け継いでいる。

### 文化部
- 吹奏楽部
- 写真部
- 美術部
- 天文部
- 新聞部：2012年夏、活動再開。『鎌倉学園新聞』を発行。
- 放送部：ラジオ日本 『甲子園を目指して』の番組制作に参加。
- 考古学部：2016年全国高等学校社会科研究発表大会準優勝。2009年度私学中高連盟賞（県第2位）。
- 生物部
- 無線部
- インターアクト部：2009年度に発足したボランティアクラブ。
- 演劇部：2023年湘南地区秋季大会で初の最優秀賞受賞。
- 科学部
- 弁論部：2016年ディベート甲子園準優勝（2010年、2011年、2015年、2021年出場）。2013年全国高等学校弁論大会入賞。第14回ディベート冬季大会優勝。第15回ディベート冬季大会準優勝。
- 軽音楽部

### 同好会
- 映画研究同好会：アニメ甲子園2010-2011で自主制作アニメ『万能戦艦』が優秀賞（全国第2位）受賞。2016年映画甲子園競作部門で『カメラを持って。』が準優勝。機関誌『栄華』を発行。
- ESS：外国人観光客向け鎌倉案内を続けており、この活動に関するプレゼンで2016年度「全国高校生マイプロジェクトアワード」全国大会に出場。
- マジック研究同好会：市内の老人施設や保育園、幼稚園などへの慰問活動を行なう。
- 模型研究同好会
- 数学研究同好会：パソコン部に相当。岩崎学園主催のソフト・アイ・コンへの応募等が主な活動内容。同コンテストにて2001年度、2003年度グランプリ。公式YouTube。
- 囲碁将棋同好会：2015年度 全国高校囲碁選手権大会 個人の部ベスト16。
- 鉄道研究同好会：全国高等学校鉄道模型コンテストにて、2016年 庵野賞・リアル情景賞、2015年 1畳レイアウト部門 優秀賞、2014年 理事長特別賞、2013年 技能賞。機関誌『TETSURO』を発行。
- グリークラブ：2011年度に発足。
- クイズ研究同好会
- SDGs同好会

### 生徒会
- 学園祭、体育デー、地域のボランティア活動への参加などに取り組んでいる。会長・副会長は毎年9月の全校選挙により選出される。
- 生徒会常任委員の1つである図書委員と美術部員が編集委員会を組織し、文芸誌『星月』を年1回発行している。1972年発行の『星月』第13号には、当時高2だった桑田佳祐が投稿した詩が掲載された。

## 学校関係者

### 著名な校長
- 富士川游（1922年 - 1925年、医学者）
- 小林好日（1926年 - 1927年、国語学者）

### 著名な出身者

#### 政治・行政
- 安孫子藤吉（元 自治大臣、元 山形県知事）
- 小川正史（外交官）
- 鶴岡公二（外交官）
- 平井義男（元逗子市長）
- 松尾崇（鎌倉市長）
- 三好正則（前大磯町長）

#### 学術・研究
- 緒方俊雄（中央大学経済学部名誉教授、経済学者）
- 神川正彦（國學院大學名誉教授、哲学者）
- 佐藤博信（千葉大学人文学部名誉教授、日本史学者）
- 立石博高（東京外国語大学学長、スペイン近代史）
- 土屋淳（国立天文台教授、天文学者）
- 藤森修（東海大学国際文化学部教授、建築家）
- 宮澤浩一（慶應義塾大学法学部名誉教授、刑法学者）
- 除本理史（大阪公立大学教授、環境経済学者）
- 吉崎昌一（北海道大学教授、考古学者）
- 守田誠司（東海大学医学部　救命救急医学教授、医師）

#### 経営
- 相川佳之（SBCメディカルグループ総括院長、美容外科医）
- 井原芳隆（元三井製糖社長）
- 新町敏行 (元日本航空社長)
- 坪井俊輔（Sagri社長）
- 廣田和生（元横浜ビー・コルセアーズ代表）

#### マスメディア
- 石川顯（フリーアナウンサー、元TBSアナウンサー）
- 上坂嵩（名古屋テレビ放送アナウンサー）
- 岡田晋吉（元日本テレビチーフプロデューサー、元 中京テレビ副社長）
- 川村二郎（元朝日新聞記者、文筆家）
- 鈴木翔太（東海テレビ　アナウンサー）
- 角井雅好（元NHKアナウンサー）

#### 文化・芸術
- 飯森広一（漫画家）
- 一色伸幸（脚本家、小説家）
- 小川英（脚本家）
- 桂米丸（落語家）
- 河村シゲル（放送作家）
- 喜熨斗勝（歌舞伎研究家）
- 小長谷宗一（作曲家）
- 鹿野淳（音楽評論家）
- 下川博（脚本家、小説家）
- 杉山公章（音楽家）
- 茶木滋（作詞家）
- 平野光雄（時計史研究家）
- 深石宗太郎（ユーフォニアム奏者、洗足学園音楽大学准教授）
- 細野辰興（映画監督）
- 山本康士（映画監督）

#### 芸能
- 青木富夫（俳優）
- 加藤春哉（俳優）
- 桑田佳祐（歌手、サザンオールスターズ）
- 堺正章（タレント、ザ・スパイダース）
- 谷崎弘一（俳優）
- 豊嶋彬（DJ）
- 中江真司（声優）
- 野崎純平（俳優）
- 原田ヒロシ（歌手）[9]
- 藤井理央（キーボーディスト、編曲家）
- 松下▽（俳優）
- 油井昌由樹（俳優、編集者）

#### スポーツ
- 青木勇人（元プロバスケットボール選手）
- 石井秀夫（元プロゴルファー）
- 今井康夫（元プロ野球選手）
- 枝村勉（元プロ野球選手）
- 長田秀一郎（元プロ野球選手）
- 金子裕（元プロ野球選手）
- 嵯峨野昇（元プロ野球選手）
- 坂巻豊（元プロ野球選手）
- 高橋孝明（元プロ野球選手）
- 竹之内雅史（元プロ野球選手）
- ドジ井坂（元プロサーファー）
- 林千代作（元プロ野球選手）
- 半沢士郎（元プロ野球選手）
- 福本勝幸（元社会人野球選手）
- 矢沢正雄（陸上競技選手）
- 吉水法生（元サッカー選手）
- 若田部健一（元プロ野球選手）

#### その他
- 宮澤正順（僧、中国思想学者）

## 関係団体

### 鎌倉学園PTA
- 正式名称は「鎌倉学園父母と先生の会」。
- 居住地により10地区に分かれ、各地区ごとの活動を行っている。6月にPTA総会を開催。
- PTA会員向けに、広報誌『柏槙（びゃくしん）』を年3回発行している。

### 鎌倉学園同窓会
- 1957年（昭和32年）4月1日発足。
- 事務局を鎌倉学園校内に置き、10の支部が活動を行っている。
- 同窓会総会は2年に一度、11月に開催。近年は建長寺の応供堂が会場となっており、2013年は元プロ野球選手の若田部健一、2015年は元TBSアナウンサーの石川顕がOBとして招かれ、講演を行なった。
- 同窓会『会報』も隔年で発行している。

## その他
- 2013年 サザンオールスターズのデビュー35周年および活動再開にあたり、生徒達が祝いのビデオレターを作成したところ、卒業生の桑田佳祐からお礼の手紙が届き、2013年8月31日に茅ヶ崎公園野球場で行われた『SUPER SUMMER LIVE 2013 「灼熱のマンピー!! G★スポット解禁!!」』の開演前にメインスクリーンでビデオレターの映像が流された。
- 鎌倉学園正門横にあり、代々の生徒に愛された「高梨商店」は、2014年3月末をもって閉店した[10]。跡地には、2020年、「中華蕎麦　沙羅善」が開店した。
- 2011年 東日本大震災の際、帰宅困難となった生徒・教師等約270名が建長寺の大広間で宿泊した。

### 校舎の外部使用例
- 映画『F (エフ)』（熊川哲也主演　松竹 1998年公開）のオープニングで使用。
- 映画『青の炎』（二宮和也主演　角川映画 2003年公開）当時のH2D教室と美術室を撮影で使用。
- 映画『武曲 MUKOKU』（綾野剛主演 キノフィルムズ 2017年公開）剣道場を撮影で使用。
- ASIAN KUNG-FU GENERATIONの5thアルバム『サーフブンガクカマクラ』の発売記念シークレットライブ（2008年11月9日）の会場として鎌倉学園の体育館が選ばれ、生徒が招待された。（一般客も招待）
- フジテレビ『桑田佳祐の音楽寅さん 〜MUSIC TIGER〜』2009年6月22日放送分にて、卒業生の桑田がレオン・ラッセルの『Tight Rope』を鎌倉学園の音楽室で演奏した。

## 交通アクセス
- JR横須賀線 北鎌倉駅より徒歩13分。
- 江ノ電バス N2/K4/A21に乗車し、「建長寺」下車[11]。